# Рытьюган
Рытьюган (устар. Рыть-Юган) — река в России, протекает по Ханты-Мансийскому АО. Устье реки находится в 167 км по левому берегу реки Вогулки. Длина реки — 61 км, площадь водосборного бассейна — 598 км².

## Притоки
- 16 км: Паша-Юган
- 26 км: Хурумхумъя
- 35 км: Ун-Лунхкальюган
- 37 км: Ай-Лунхкальюган
- Лунхкальсоим

## Данные водного реестра
По данным государственного водного реестра России относится к Нижнеобскому бассейновому округу, водохозяйственный участок реки — Северная Сосьва, речной подбассейн реки — Северная Сосьва. Речной бассейн реки — (Нижняя) Обь от впадения Иртыша.